# Semidonta serrata
Semidonta serrata är en fjärilsart som beskrevs av Matsumura 1919. Semidonta serrata ingår i släktet Semidonta och familjen tandspinnare. Inga underarter finns listade i Catalogue of Life.